# Beaulieu-sur-Sonnette
Beaulieu-sur-Sonnette är en kommun i departementet Charente i regionen Nouvelle-Aquitaine i västra Frankrike. Kommunen ligger  i kantonen Saint-Claud som ligger i arrondissementet Confolens. År 2022 hade Beaulieu-sur-Sonnette 222 invånare.

## Befolkningsutveckling
Antalet invånare i kommunen Beaulieu-sur-Sonnette
Referens:INSEE